# ميخائيل غارتنر
ميخائيل غارتنر (بالإنجليزية: Michael Gartner)‏ هو صحفي أمريكي، ولد في 25 أكتوبر 1938.